# Dadel

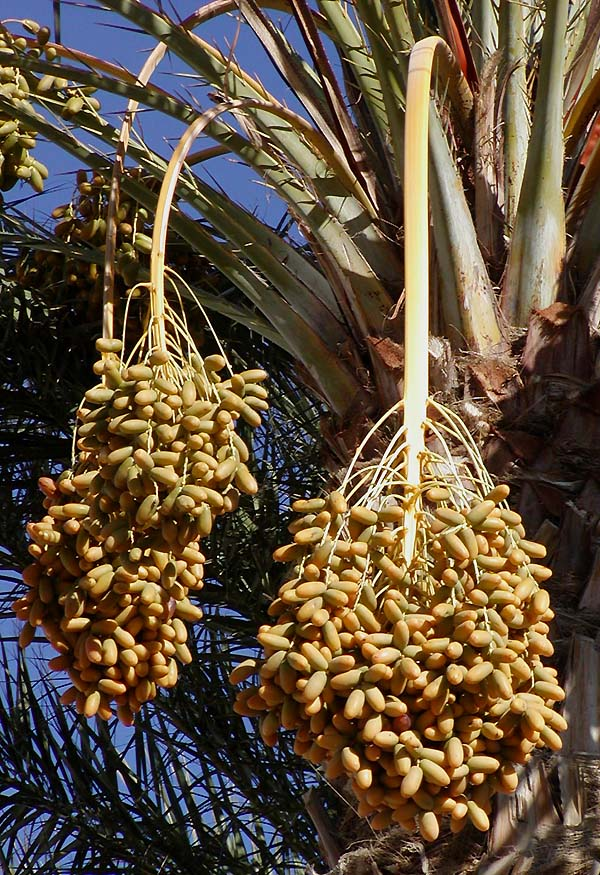
Tros dadels

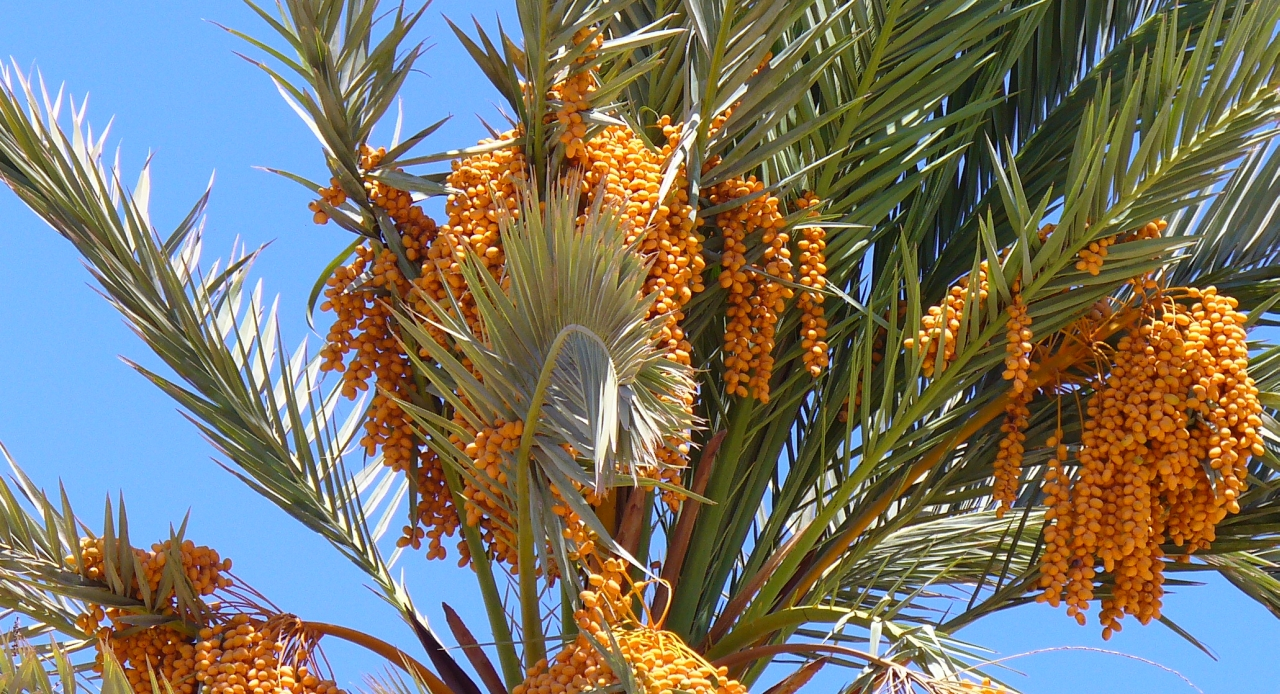
Dadelpalm in Dahab, Zuid-Sinai, Egypte

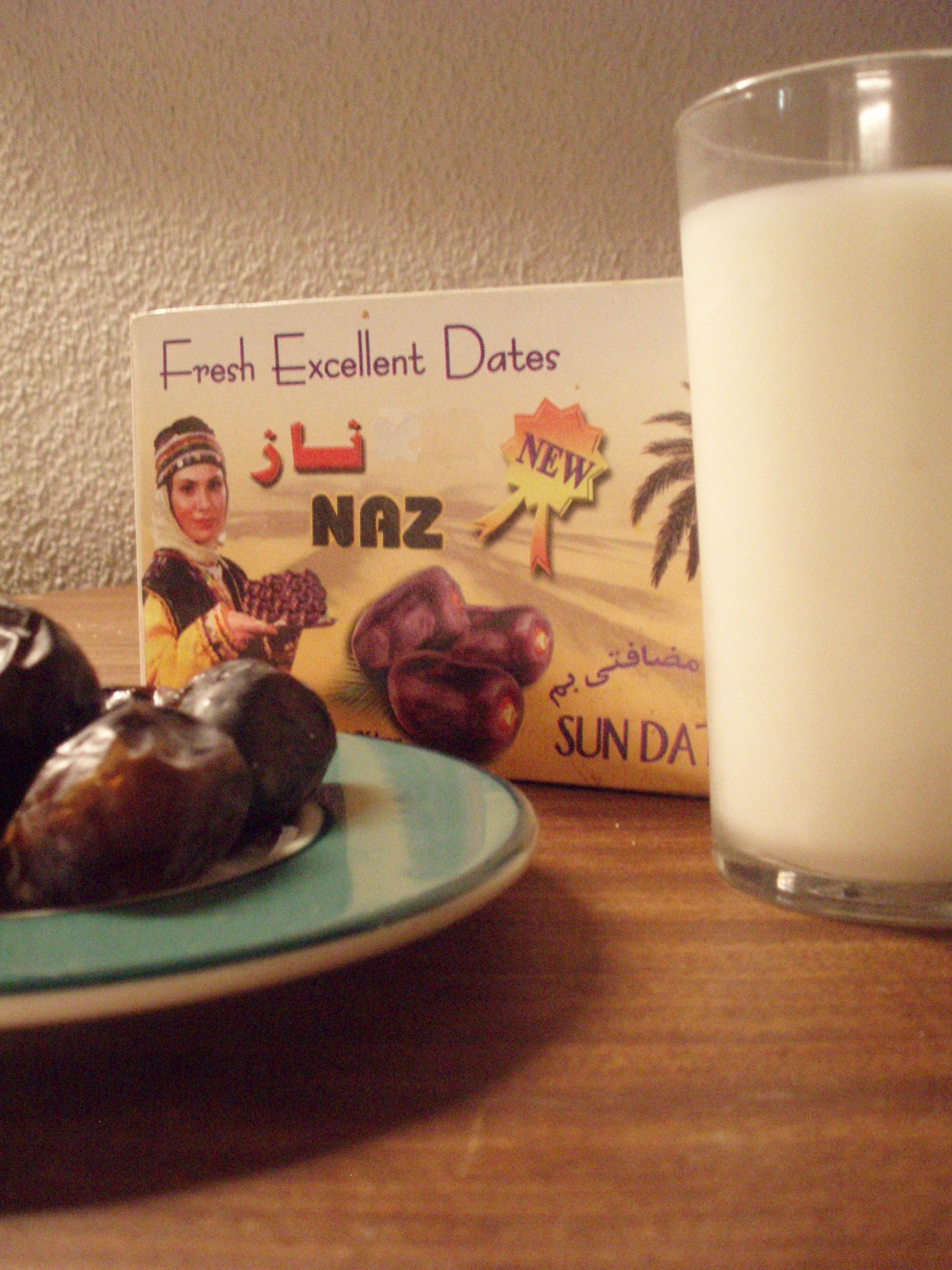
Melk en dadels, traditioneel vaak genuttigd om het vasten te breken

Een dadel is de vrucht van de dadelpalm (Phoenix dactylifera), een tweehuizige palm. Dadels groeien in trossen aan de vrouwelijke bomen. In de vruchten bevindt zich een harde pit. De dadel is een steenvrucht. Ze worden in november en december geoogst. De vrucht wordt vers of gedroogd gegeten. De teelt van dadels is zeer oud en is waarschijnlijk begonnen in het Midden-Oosten. Er zijn meer dan 400 rassen. De bekendste zijn: Medjoul, Balah, 'Adjwa, Galaas, Raziez, Ganiezie, Maskaani, 'Anbara, Mawaadj-ie, Badj-iera, Gharra, Halawaa, Salmie, Hajjaanie, Zaghloel, Bint 'iesh, en Samaani.

## Teelt
Dadels worden vooral geteeld in Noord-Afrika en de Arabische landen, maar ook in Californië en Australië. Soorten dadels die het meest worden verhandeld zijn Deglet Nour, Hallawi, Khaleseh en Medjoul. Deze komen overwegend uit Egypte, Californië, Palestina en Israël. Maar ook voor een land als Tunesië vormen dadels een belangrijk exportproduct.
Belangrijke producenten van dadels zijn volgens de FAO:
- Egypte: 1.100.000 ton (16,2% van de wereldproductie)
- Iran: 880.000 ton (13,0%)
- Saoedi-Arabië: 830.000 ton (12,3%)
- Verenigde Arabische Emiraten: 760.000 ton (11,2%)
- Pakistan: 650.000 ton (9,6%)
- Algerije: 450.000 ton (6,6%)
- Soedan: 330.000 ton
- Oman: 240.000 ton
- Libië: 140.000 ton
- Overig: 1.140.000 ton
- Irak: 650.000 ton

## Hedendaags gebruik
In de keuken zijn dadels goed te combineren met noten, bijvoorbeeld amandelen, en roomkaas. Ze kunnen worden verwerkt in cakes en desserts, maar ook in combinatie met hartige gerechten zoals tajines (geurige stoofschotels), kerrieschotels of als vulling voor vis, vlees of gevogelte.
Dadels zijn rijk aan vitamine A en B, alsook aan ijzer, magnesium en fosfor. Verse dadels bevatten aanzienlijk meer vitamine C en minder suiker.

## Dadels in de islam
De dadel is een vrucht die veelvuldig voorkomt in de soenna. In de Hadith wordt volgens al-Bukhari gezegd: "Degene die de dag begint met zeven 'adjwa-dadels, zal die dag geen last hebben van gif noch sihr (zwarte magie)." Het regelmatig eten van 'adjwa-dadels zou de lever herstellen en reinigen. Men zou daardoor kunnen genezen na het innemen van een kleine hoeveelheid gif.
Tijdens de vastenmaand ramadan worden dadels traditioneel bij zonsondergang gegeten bij de iftar-maaltijd. De overleveringen zeggen dat door het verbreken van het vasten met een dadel de iftar duizend keer zo veel thawab (beloning voor goede daden) oplevert.